# 神様、何するの
『神様、何するの… 白血病と闘ったアイドルの手記』（かみさま、なにするの… はっけつびょうとたたかったアイドルのしゅき）は、吉井怜による手記。1996年にデビューしたグラビアタレント吉井怜を襲った白血病の治療から、家族たちの支えで奇跡的に生還し、芸能界に復帰するまでを綴った闘病記で、幻冬舎から2002年9月に出版、幻冬舎文庫より2003年11月に文庫化された。
『ハートのダイヤモンド－吉井怜物語－』と題して小樹藍りんの作画により漫画化され、『月刊プリンセス』（秋田書店）に2003年8月号より連載された。また、『神様、何するの…』と題して2003年12月5日、フジテレビの金曜エンタテイメントで宮地真緒の主演でテレビドラマ化された。

## 書籍情報
単行本
- 神様、何するの… 白血病と闘ったアイドルの手記（2002年9月5日、幻冬舎、ISBN 978-4-344-00230-2）

文庫
- 『神様、何するの…―白血病と闘ったアイドルの手記』幻冬舎　ISBN 4344404599

## 漫画
『ハートのダイヤモンド－吉井怜物語－』と題して小樹藍りんの作画により漫画化され、『月刊プリンセス』2003年8月号より連載された、プリンセスコミックスより刊行された。全3巻。
コミック
- 『ハートのダイヤモンド 1―吉井怜物語』秋田書店　小樹藍りん  ISBN 4253193919
- 『ハートのダイヤモンド 2―吉井怜物語』秋田書店　小樹藍りん  ISBN 4253193927
- 『ハートのダイヤモンド 3―吉井怜物語』秋田書店　小樹藍りん  ISBN 4253193935

## テレビドラマ
『神様、何するの…』と題してフジテレビの「金曜エンタテイメント」にて2003年12月5日に放送された。主演は宮地真緒。

### キャスト
- 吉井怜 - 宮地真緒
- 吉井幸子（怜の母親） - 田中好子
- 吉井洋一（怜の父親） - 三田村邦彦
- 黒部マイ（怜の友人） - 山口紗弥加
- 橋口（カメラマン） - KONTA
- 怜のマネージャー - 猫背椿
- 医師 - 松澤一之
- 青木順子（白血病の患者） - 伊藤裕子
- 音羽メグ - 桜井千寿
- 宇名月孝史 - 天野浩成
- 尾崎医師（怜の主治医） - 佐野史郎
- 小野木専務（怜の事務所専務） - 小野武彦
- 野村信次、片山怜雄、松井涼子、中島奏、筒井櫻子、佐野瑞樹、伊藤かな、林剛史、真崎麻衣、杉浦美帆、福士誠治、小島由利絵、石川エリ ほか

### スタッフ
- 挿入歌 - 宮地真緒「秋桜」
- 脚本 - 原田裕文
- 演出 - 武内英樹
- 音楽 -井内龍次
- プロデュース - 武内英樹、下山潤
- 製作協力 - トータルメディアコミュニケーション
- 製作著作 - フジテレビ

### 備考
- ドラマの企画段階では吉井怜本人の出演が検討されていたが、当時芸能界に復帰したばかりであるということから精神面を考慮して吉井の出演は見送られた[要出典]。
- 佐野史郎が演じた主治医は、原作のエッセイでも佐野史郎似の医師と書かれていることによる起用だった[4]。

| フジテレビ系 金曜エンタテイメント（2003年12月5日） | フジテレビ系 金曜エンタテイメント（2003年12月5日） | フジテレビ系 金曜エンタテイメント（2003年12月5日） |
| 前番組                                             | 番組名                                             | 次番組                                             |
| -------------------------------------------------- | -------------------------------------------------- | -------------------------------------------------- |
| 新・京都祇園芸妓シリーズ 都おどり殺人事件          | 神様、何するの                                     | 爆笑問題の楽しい地球                               |